# NAIRU
A NAIRU é um acrônimo, em inglês, para non-accelerating inflation rate of unemployment,  (em português, "taxa de desemprego não aceleradora da inflação") é uma teoria proposta pelo economista Edmund Phelps. Apesar de nunca ter sido quantificada, a noção tornou-se popular por explicar a estagflação verificada por economistas nos anos 1970. 
A Curva de Phillips, teoria até então aceita na sua forma original, assegura  que existe uma relação inversa entre inflação e desemprego: quando um deles  aumenta, o outro deve cair. No período de estagflação, entretanto, as economias desenvolvidas tiveram elevação simultânea dos dois indicadores.
A NAIRU é a taxa de desemprego à qual é associada inflação estável. Se U* é a NAIRU e U a taxa de desemprego corrente, a teoria, baseada na noção de expectativas racionais, afirma que: 
se U < U* por algum tempo, as expectativas inflacionárias aumentam, e a inflação tende a se acelerar;
se U > U* por algum tempo, as expectativas inflacionárias caem, e a inflação tende a se desacelerar; e
se U = U*, a taxa de inflação tende a permanecer a mesma, a não ser que ocorra um choque exógeno.
Para Phelps e Friedman a NAIRU é a taxa de desemprego de equilíbrio, sendo, portanto, equivalente à taxa de desemprego natural, para a qual a economia converge. Para outros economistas porém, os dois conceitos são diferentes, pois a taxa natural de desemprego se refere a um mercado de trabalho concorrencial em equilíbrio,  no qual  só existe o desemprego  decorrente da falta de mobilidade dos trabalhadores, enquanto a NAIRU  é devida a imperfeições do mercado de trabalho e faz parte do desemprego estrutural.
A NAIRU é associada a um produto potencial máximo, o nível mais alto de produção que pode ser sustentado no longo prazo. Desta forma, a Curva de Phillips assume a forma de uma reta vertical. A Curva de Phillips, sob o prisma da NAIRU, tem um viés chamado de aceleracionista, pois a inflação se acelera quanto mais distante da NAIRU for o desemprego.
De acordo com a NAIRU, mesmo durante a ocorrência de produção máxima, a economia pode apresentar desemprego involuntário, noção rechaçada por economistas novos clássicos. Essa ocorrência é explicada pela natureza do mercado de trabalho, no qual o equilíbrio efetivo pode se dar a uma taxa salarial mais elevada que o equilíbrio natural do mercado, graças ao poder de negociação dos sindicatos. 